# Aplidium peresi
Aplidium peresi is een zakpijpensoort uit de familie van de Polyclinidae. De wetenschappelijke naam van de soort werd in 1970 voor het eerst geldig gepubliceerd door Françoise Monniot.